# Growl (jogo eletrônico)
Growl, conhecido no Japão como Runark (ルナーク, Runāku), é um beat-'em-up originalmente lançado para os arcades pela Taito em 1991. Situado no início do século 20, o jogador controla um guarda florestal que deve proteger a vida selvagem local de um grupo de malvados caçadores que estão levando os animais à extinção. Uma versão doméstica foi lançada para o Mega Drive em novembro de 1991. Ele também foi incluído na compilação de jogos arcade Taito Legends 2 para o PlayStation 2, Xbox e Microsoft Windows.

## Jogabilidade
O jogador começa o jogo escolhendo um dos quatro guardas florestais diferentes, cada um com uma quantidade diferente de saúde, força de ataque e altura de pulo. Existem quatro variações do jogo (que podem ser determinadas por configurações de dipswitch):
- Uma configuração comum de dois jogadores (usada na maioria dos gabinetes de 2 jogadores).
- Uma configuração de quatro jogadores com slots de moedas individuais para cada jogador (normalmente vistos na maioria das conversões de gabinetes de 4 jogadores, como Crime Fighters, Gauntlet e Quartet).
- Uma configuração de quatro jogadores que usa um par de gabinetes de dois jogadores conectados por um cabo especial.
- Uma configuração de quatro jogadores que usa dois slots de moeda para todos (normalmente vistos em conversões de Trog entre outros quatro jogadores que usam dois slots de moedas).

A variante de dois jogadores permite ao jogador escolher qual personagem eles gostariam de jogar enquanto as versões de quatro jogadores atribuem cada personagem a um slot de jogador como outros beat em ups.
Os controles do jogo consistem em um joystick de oito direções para mover o personagem e dois botões de ação (atacar e pular). O jogador pode realizar uma variedade de ataques diferentes (socos, chutes e golpes finais), dependendo da posição de um inimigo. Ao pressionar os dois botões enquanto estiver cercado por inimigos, o jogador pode realizar um ataque especial que atinge todos os inimigos ao seu redor. Pressionando ambos os botões enquanto segura o joystick para cima, o jogador executará um salto mais longo.
O jogador pode adquirir armas destruindo barris e caixas de madeira ou desarmando certos inimigos. Há um total de oito armas que podem ser obtidas: três armas brancas (um cano, uma espada e um chicote), duas armas de arremesso (facas e granadas de mão) e três armas de fogo (um revólver, um rifle de assalto M-16, e um lançador de foguetes de 4 foguetes no estilo FLASH). Os barris e caixotes podem ser pegos e jogados nos inimigos também. Quando o fuzil de assalto ou lançador de foguetes fica sem munição, eles ainda são usados pelo jogador como armas brancas. O revólver, por outro lado, é lançado pelo jogador após todas as suas balas serem usadas. O jogador pode soltar sua arma atual pressionando e atacando enquanto a empunha. Se uma arma estiver no chão após um certo período, ela desaparecerá completamente.
Existem sete fases regulares (chamadas rodadas) e um jogo de bônus, para um total de oito fases. Os locais incluem uma cidade, um trem em movimento, um barco, uma selva, uma caverna e o esconderijo dos caçadores furtivos. Existem seis tipos de personagens inimigos ao longo do jogo, excluindo o chefe final (que tem duas formas). Há também ajudantes animais que ajudarão o jogador depois de serem resgatados de um caçador ilegal, como uma águia, uma manada de veados e um elefante.

## Versões domésticas

### Mega Drive
O porte de Growl para o Mega Drive só pode ser jogado por um único jogador, embora todos os quatro personagens estejam presentes e recebam nomes individuais (Gen, Burn, Khan e Jack). Os controles são idênticos à versão arcade. Os ataques especiais do jogador agora podem ser realizados a qualquer momento, mas agora eles consomem um pouco da saúde do jogador. Em vez de recuperar a saúde entre as fases, o jogador recupera sua saúde pegando maçãs escondidas dentro de certas caixas. A fase da caverna também foi redesenhada completamente. Por último, o rifle de assalto M-16 foi substituído por um AK-47.

### Taito Legends 2
Embora a versão em Taito Legends 2 seja uma emulação do jogo arcade, o jogo foi alterado para remover as partes do corpo que voam no ar sempre que um inimigo é morto durante uma explosão causada por explosões de barris, granadas de mão ou explosões de lança-foguetes.

## Recepção
No Japão, a Game Machine listou Growl em sua edição de 15 de março de 1991 como a segunda unidade de arcade de maior sucesso do ano.